# Большие Яки
Больши́е Яки́ (тат. Олы Җәке) — село в Зеленодольском районе Татарстана. Административный центр Большеякинского сельского поселения.

## География
Располагается на реке Петьялка, в 32 км северо-восточнее Зеленодольска.
Рядом с селом находятся памятники природы РТ: овражно-балочные системы «Фахри-Яры» и «Кишангер» (1981 г.).

## История
Известно с периода Казанского ханства. В XVIII — 1-й половине XIX века жители относились к категории государственных крестьян (из бывших ясачных татар). Население занималось земледелием, скотоводством, плотничным, лесопильным, лыко-мочальным промыслами, изготовлением щёток на продажу.
В «Списке населенных мест по сведениям 1859 года», изданном в 1866 году, населённый пункт упомянут как казённая деревня Большие Яки 3-го стана Казанского уезда Казанской губернии. Располагалась при речке Пете, по правую сторону почтового тракта из Казани в Царёвококшайск, в 33 верстах от уездного и губернского города Казани и в 47 верстах от становой квартиры в казённой деревне Верхние Верески. В деревне, в 92 дворах проживали 745 человек (356 мужчин и 389 женщин), была мечеть.
В 1873 году взамен построенной в начале XIX века и сгоревшей в 1872 году была сооружена новая мечеть (в настоящее время действует, была реконструирована в 1991—1992 гг.).
В начале XX века в селе функционировали мечеть, мектеб, ветряная мельница, 5 мелочных лавок. В этот период земельный надел сельской общины составлял 1718,3 десятин.
До 1920 года село входило в Кукморскую волость Казанского уезда Казанской губернии. С 1920 года в составе Арского кантона Татарской АССР. С 10 августа 1930 года в Дубъязском, с 04 августа 1938 года в Юдинском, с 16 июля 1958 года в Зеленодольском районах.
В 1930 году в селе был организован колхоз. С 1957 года село в составе птицеводческого совхоза, с 1969 года здесь располагалась центральная усадьба плодоовощного совхоза; с 1994 года коллективное предприятие «Уразла», в 2001—2013 годах общество с ограниченной ответственностью «Уразла», «Якинский», «Прогресс».

## Население
| 1782 | 1859 | 1897 | 1908 | 1920 | 1926 | 1938 | 1949 | 1958 | 1970 | 1979 | 1989 | 2002 | 2010 | 2017 |
| ---- | ---- | ---- | ---- | ---- | ---- | ---- | ---- | ---- | ---- | ---- | ---- | ---- | ---- | ---- |
| 138  | 745  | 976  | 1130 | 1037 | 1259 | 997  | 300  | 613  | 651  | 611  | 594  | 583  | 588  | 561  |

Национальный состав села — татары.

## Экономика
С 2012 года здесь действуют общество с ограниченной ответственностью «Ягодная долина» по выращиванию ягод и саженцев садовой земляники, крестьянские (фермерские) хозяйства (птицеводство, мясо-молочное скотоводство, овощеводство, плодоводство).

## Инфраструктура
Неполная средняя школа, детский сад (с 1987 г.), дом культуры, библиотека и фельдшерско-акушерский пункт.

## Религия
Мечеть (с 1992 г.).

## Известные люди
- Р. И. Сафин (1940—2014) — биатлонист, чемпион мира (1969–1971, 1973 гг.), Олимпийских игр (1972 г.).